# Osvaldo Pugliese
Pour les articles homonymes, voir Pugliese.
Osvaldo Pedro Pugliese (Buenos Aires, 2 décembre 1905 - Buenos Aires, 25 juillet 1995), est un pianiste argentin, compositeur et chef d'orchestre de tango. Sa musique est l'une des plus appréciées et diffusées par les danseurs de tango dans les milongas du monde entier.

## Biographie
Osvaldo Pedro Pugliese naît le 2 décembre 1905 dans une famille ouvrière du quartier de Villa Crespo, à Buenos Aires.
À neuf ans il commence à jouer sur le violon que son père lui offre, mais il se dirige rapidement vers le piano. 
À 15 ans, il joue dans un café puis il accompagne des films muets au cinéma (tels ceux de Max Linder ou de Charlie Chaplin).
En 1924, il écrit son premier tango : Recuerdo. 
Il commence alors sa carrière avec des musiciens tels que Paquita Bernardo (es), Enrique Pollet et Pedro Maffia (es) de 1926 à 1929. 
Il s'associe ensuite avec le violoniste Elvino Vardaro et, ensemble, ils créent un premier sextuor qui intègre Alfredo Gobbi (es) et Aníbal Troilo. Après avoir quitté cette première formation, il rejoint les orchestres d'Alfredo Gobbi, de Roberto Firpo et de Miguel Caló (es).
En 1939, il crée définitivement son orchestre, qui débute le 11 août dans le café El Nacional. 
Son talent se confirme avec le titre La Yumba, d'après une onomatopée qui, pour lui, caractérise le halètement profond porté par les bandonéons, soulevant l'ensemble de l'orchestre et donnant une ampleur semblable à une inspiration contenue relâchée avec force.
Musicalement, Osvaldo Pugliese est un héritier et admirateur de Julio De Caro, et lui-même est le chef de file de la « Nouvelle Garde » (« Guardia Nueva »), caractérisée par une construction orchestrale rythmiquement plus libre, contrapuntique, de caractère polyphonique, par rapport à la « Vieille Garde » (« Guardia Vieja », 1915-1935) au rythme plus classique.
Il est toute sa vie un fervent communiste engagé au Parti communiste de l'Argentine. Il est le premier à organiser syndicalement sa profession, et œuvre à faire valoir les droits des artistes. Il est plusieurs fois arrêté et emprisonné pour cet engagement politique. Pendant les séjours en prison du maître, ses musiciens jouent avec un œillet rouge posé sur le piano.
Il meurt le 25 juillet 1995, à près de 90 ans.
Son père, lui aussi chef d’orchestre de tango, mais en amateur, lui avait dit « Regarde les pieds des danseurs, s'ils ne te suivent pas, c'est toi qui te trompes ! » .

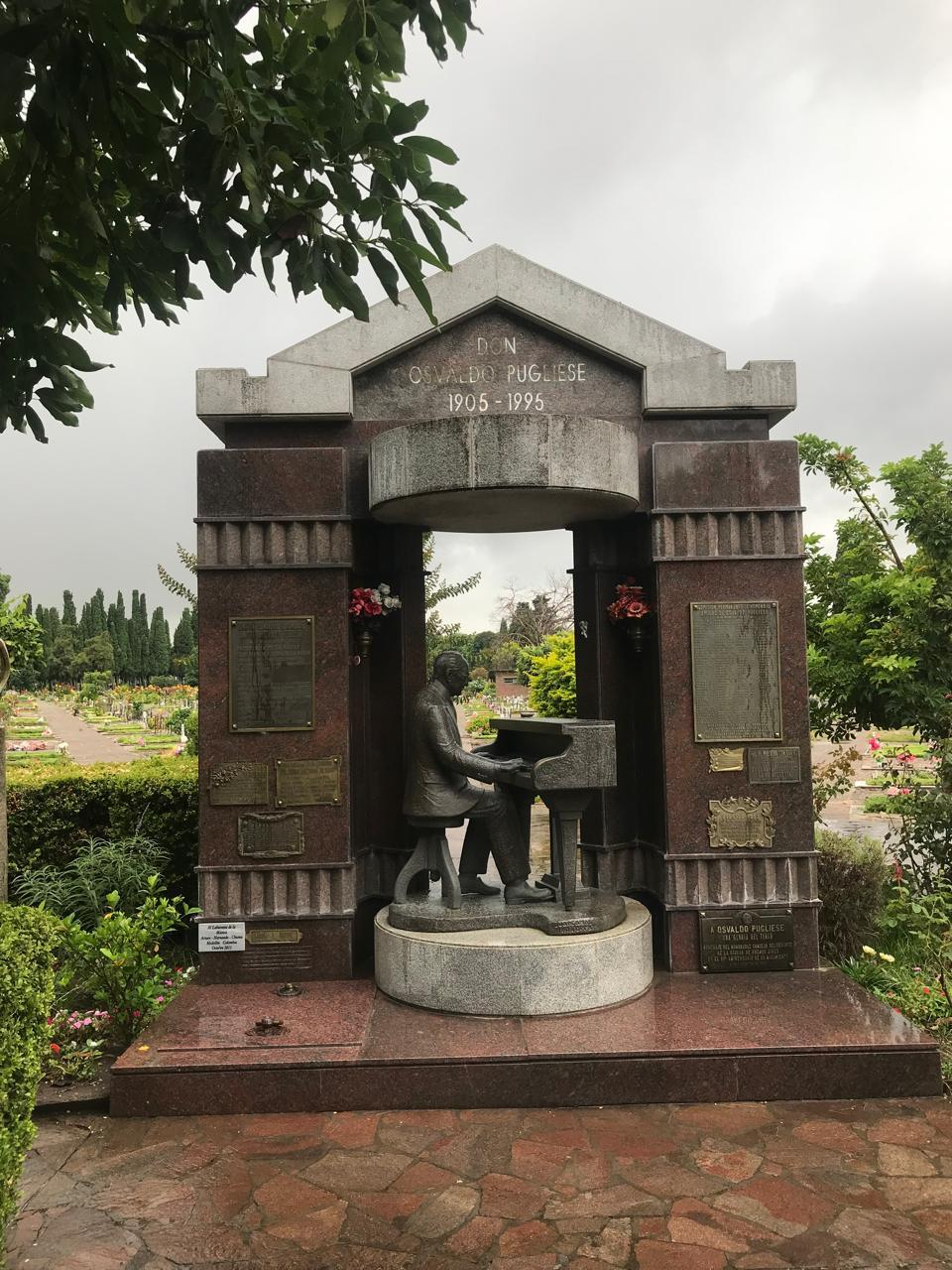
Tombe et monument d'Osvaldo Pugliese au Cimetière de la Chacarita, Buenos-Aires, Argentine

## Discographie
- El Gran Osvaldo Pugliese en FM Tango ; PolyGram (1992)
- Los Mejores Instrumentales ; EMI Canada (1994)
- Lágrimas ; PolyGram (1996)
- Coleccion Aniversario ; EMI Argentina (2005)
- La Yumba ; EMI Argentina (2005)
- Ausencia ; EMI Argentina (2006)
- Pugliese en el Colón Volumen 1 & Volumen 2 ; EMI Argentina (2006)
- From Argentina to the World ; EMI Argentina (2006)